# Emil Gustafson
Gustaf Emil Gustafson, född 12 juli 1862 i Kräcklinge församling, Örebro län, död 5 maj 1900 i Kräcklinge församling, Örebro län, var en svensk predikant, mystiker och sångförfattare.

## Biografi
Emil Gustafson var bondson från Kräcklinge och som vuxen bosatt i Hardemo, Örebro län. Han studerade vid en lantbruksskola utanför Ulricehamn med ett påbyggnadsår i Västmanland men måste avbryta skolan på grund av sjukdom. Vid 16 års ålder var han verksam som söndagsskollärare och evangelist inom Helgelseförbundet.
Flera av hans predikningar finns utgivna i skrift.¹ Hans signatur är E. G-n. Han gav från 1892 ut sin egen sångbok Hjärtesånger. Den utökades efterhand och den femte upplagan av Hjärtesånger 1895, med 260 sånger och en onumrerad text under rubriken Evangelisten. 
Han utgick han alltid från ett bibelcitat i sångdiktningen. Flera av hans texter togs med i Herde-Rösten 1892 och finns också representerad i Den svenska psalmboken 1986 och i flera frikyrkliga sångböcker som Segertoner 1930, Psalmer och Sånger 1987 (P&S), Frälsningsarméns sångbok 1990 (FA).
Emil Gustafsons andlighet och författarskap var fokuserat på för lidande själar, som han hade förmåga att trösta. Inte minst hans sång "Hur underlig är du i allt vad du gör" är en klassiker inom lidandets andlighet. och bestämd av helgelserörelsens trosinriktning .
Gustafsons samlade skrifter utgavs i två små band. Han har särskilt sinne för mystikernas typiska allegorisering av Gamla Testamentet.  Inom Flodbergskretsen och Smiths Vänner var han mycket avhållen, och hans främsta lärjunge i dagens svenska andlighet är Peter Halldorf.[källa behövs] Halldorfs son Joel Halldorf har disputerat på en avhandling om Gustafson.
Han har också kallats profet, på grund av sitt starka fördömande av den ytliga halleluja-andligheten som präglade svensk frikyrklighet redan på hans tid. Han var en stillhetens man, och det berättas att han en gång gjorde ett besök hemma hos någon, då han inte yttrade ett enda ord under hela besöket. Hans mest kända valspråk lyder "Den som har mycket att säga om sig själv har ännu inte sett Gud".
Han begravdes 15 maj 1900 på Kräcklinge kyrkogård i en grav där även föräldrarna Gustav Olsson (1822–1901) och Karolina Andersdotter (1834–1914) samt brodern Gottfrid Gustavsson (1878–1939) vilar.
Emil Gustafson var ogift.

## Sånger
- Avskild för min Herres räkning, med i första upplagan av Hjärtesånger 1892.
- Bed mig ej att synda (Hjärtesånger 1895 nr 252) Finns på Wikisource.
- Den rike mannen lever uti flärden (Hjärtesånger 1895 nr 8)
- Det gör ej mänskan dyster (Hjärtesånger 1895 nr 250)  Finns på Wikisource.
- Det stod en man vid sina lador gamla (Hjärtesånger 1895 nr 7)
- Du har namn att du lever (Hjärtesånger 1895 nr 14)
- En skara av hemgångna helgon jag ser (Hjärtesånger 1895 nr 30)
- Ett stilla barnahjärta Tryckt i Hjärtesånger 1892 med titeln "Offerdaggen". Finns på Wikisource.
- Farväl, o värld (Hjärtesånger 1895 nr 78) Översättning av Herbert Booth's engelska text. (Hjärtesånger 1895 nr 78) Finns på Wikisource.
- Frukta ej, betyngda själ (Hjärtesånger 1895 nr 32)
- Förlorade son, o, med smärta vi se  (Hjärtesånger 1895 nr 19)
- Han en synderska förlät (Hjärtesånger 1895 nr 34)
- Han tände lyktor i den mörka dimman Finns på Wikisource.
- Har du mod att följa Jesus (Herde-Rösten 1892 nr 104, Hjärtesånger 1895 nr 80.) Finns på Wikisource.
- Herre, Herre, du mig utrannsakat (Hjärtesånger 1895 nr 91 och FA nr 405.)
- Hosianna, glatt vi sjunga här (Hjärtesånger 1895 nr 259) Finns på Wikisource.
- Hur underlig är du i allt vad du gör. Tryckt första gången 1886 i Betlehemsstjärnan (Sv.ps 268) Finns på Wikisource.
- Hvi gråter du (Hjärtesånger 1895 nr 20)
- I dina ungdomsdagar (Hjärtesånger 1895 nr 10) Finns på Wikisource.
- I fordom tid uppå Nilen sam (Hjärtesånger 1895 nr 255) Finns på Wikisource.
- Jag har en vän, så hvit och röd, i  Herde-Rösten 1892 nr 394 bearbetad av Aug. Davis med titeln "Brudgummens lön". I Hjärtesånger 1895 nr 122 under samma rubrik, men utan femte versen.
- Jag är ej mer min egen (Hjärtesånger 1892). Kompletterat Lina Sandells psalm med två verser Finns på Wikisource.
- Jesus, som av andras sorger bearbetning (Segertoner 1930 nr 137)
- Jubla nu, mitt sälla hjärta Tryckt i Betlehemsstjärnan 1887, Hjärtesånger 1895 nr. 128 med titeln "Mitt hjärtas jubelsång", Segertoner 1930 nr 188, P&S nr. 608, FA nr 503.
- Kom, kvalda själ, till korset fram  (Hjärtesånger 1895 nr 33)
- Kärlek är att hjärtat giva (Hjärtesånger 1892)
- Ledd av nattens bleka stjärnor (Hjärtesånger 1895 nr 3) Finns på Wikisource.
- Låt trädet stå ännu ett år (Hjärtesånger 1895 nr 4)
- Med vällust tecknad uti varje drag (Hjärtesånger 1895 nr 21)
- Men då igenom seklernas sekunder (Hjärtesånger 1895 nr 2) Finns på Wikisource.
- Men hör du kära Marta, som springer ut och in. Hjärtesånger 1895 nr 226 Finns på Wikisource.
- Min Gud, jag sjunker ner vid korsets fot och ber Tryckt 1911 i Förbundstoner, Segertoner 1930 nr 368, Psalm & Sång nr 685, FA nr 467.
- Min Jesus, min Jesus, mitt hjärta intag Hjärtesånger 1895 nr 105, Frihetsklockan nr 35
- Må världen beljuga, fördöma och klandra Herde-Rösten 1892 nr 7 med titeln "Saliga ären I" Finns på Wikisource.
- Människa, varför dröja i Ungdomsstjärnan nr 32
- Människofruktans dödliga snaror Hjärtesånger 1895 nr 26
- Nu all dimma är försvunnen Herde-Rösten 1892 nr 391, bearbetad av Aug. Davis med titeln "Mitt hjertas brudgum". Finns på Wikisource.
- Nu är en salig och fröjdfull tid i Ungdomsstjärnan nr 40 med titeln "Syndare frälsas nu" och senare åter i tryck 1911. Finns på Wikisource.
- O Jesus, min Jesus, mitt hjärta intag Alternativ titel Min Jesus, min Jesus, mitt hjärta intag. Tryckt i Hjärtesånger 1892, (Segertoner 1930 nr 160)
- O, människa, som i de tanklösas led (Hjärtesånger 1895 nr 15)
- O människa, som älskar denna världen (Hjärtesånger 1895 nr 9)
- O, mänska, säg, vill du dig ej begiva (Hjärtesånger 1895 nr 6)
- O, Mästare, bevara och skydda mig alltfort i Förbunstoner 1909 och 1911
- O, underbar kärlek (Hjärtesånger 1895 nr 17)
- O, säg mig än en gång hans namn (Hjärtesånger 1895 nr 253) Finns på Wikisource.
- O, öppna ditt hjärta för Herren (Hjärtesånger 1895 nr 24)
- Om min Frälsares kärlek jag hört Tryckt i Förbundstoner 1911, (FA nr. 364). Troligen en översättning av Philip Phillips text som varit med i Truvés sånger 1877 som Jag om Frälsarens kärlek hört.
- Stunder så kära (Hjärtesånger 1895 nr 258) Finns på Wikisource.
- Så förhärda ej ditt hjärta (Hjärtesånger 1895 nr 22)
- Säg har du mod (Hjärtesånger 1895 nr 12)
- Säg vem är han, som i sitt hemlands dalar Herde-Rösten 1892 nr 393, bearbetad av Aug. Davis under rubriken "En fläkt från evighetens verld". Finns på Wikisource.
- Säll är den, som hoppas uppå Herren (Segertoner 1930 nr 174) Finns på Wikisource.
- Tänk när lammen få (Hjärtesånger 1895 nr 257) Finns på Wikisource.
- Under hyllningssånger höga (Hjärtesånger 1895 nr 29)
- Vid levande källan jag vilar så nöjd (Hjärtesånger 1892, Segertoner 1930 nr 95)
- Vid skogens milda brusning (Hjärtesånger 1895 nr 256) Finns på Wikisource.